# Вест-Вайлвуд (Нью-Джерсі)
Вест-Вайлвуд (англ. West Wildwood) — місто (англ. borough) в США, в окрузі Кейп-Мей штату Нью-Джерсі. Населення — 540 осіб (2020).

## Географія
Вест-Вайлвуд розташований за координатами 39°0′2″ пн. ш. 74°49′25″ зх. д. / 39.00056° пн. ш. 74.82361° зх. д. (39.000598, -74.823573).  За даними Бюро перепису населення США в 2010 році місто мало площу 0,89 км², з яких 0,71 км² — суходіл та 0,18 км² — водойми. В 2017 році площа становила 0,94 км², з яких 0,74 км² — суходіл та 0,20 км² — водойми.

## Демографія
Згідно з переписом 2010 року, у селищі мешкали 603 особи в 276 домогосподарствах у складі 160 родин. Було 893 помешкання
Расовий склад населення:
| - 95,4 % — білих - 1,5 % — чорних або афроамериканців |

До двох чи більше рас належало 2,5 %. Частка іспаномовних становила 2,7 % від усіх жителів.
За віковим діапазоном населення розподілялося таким чином: 17,4 % — особи молодші 18 років, 54,9 % — особи у віці 18—64 років, 27,7 % — особи у віці 65 років та старші. Медіана віку мешканця становила 52,8 року. На 100 осіб жіночої статі у селищі припадало 97,1 чоловіків;  на 100 жінок у віці від 18 років та старших — 99,2 чоловіків також старших 18 років.
Середній дохід на одне домашнє господарство  становив 60 682 долари США (медіана — 50 795), а середній дохід на одну сім'ю — 70 832 долари (медіана — 56 667). За межею бідності перебувало 6,0 % осіб, у тому числі 5,6 % дітей у віці до 18 років та 5,4 % осіб у віці 65 років та старших.
Цивільне працевлаштоване населення становило 175 осіб. Основні галузі зайнятості: освіта, охорона здоров'я та соціальна допомога — 23,4 %, роздрібна торгівля — 14,9 %, фінанси, страхування та нерухомість — 13,7 %, мистецтво, розваги та відпочинок — 13,7 %.